# Thomas Edward Campbell

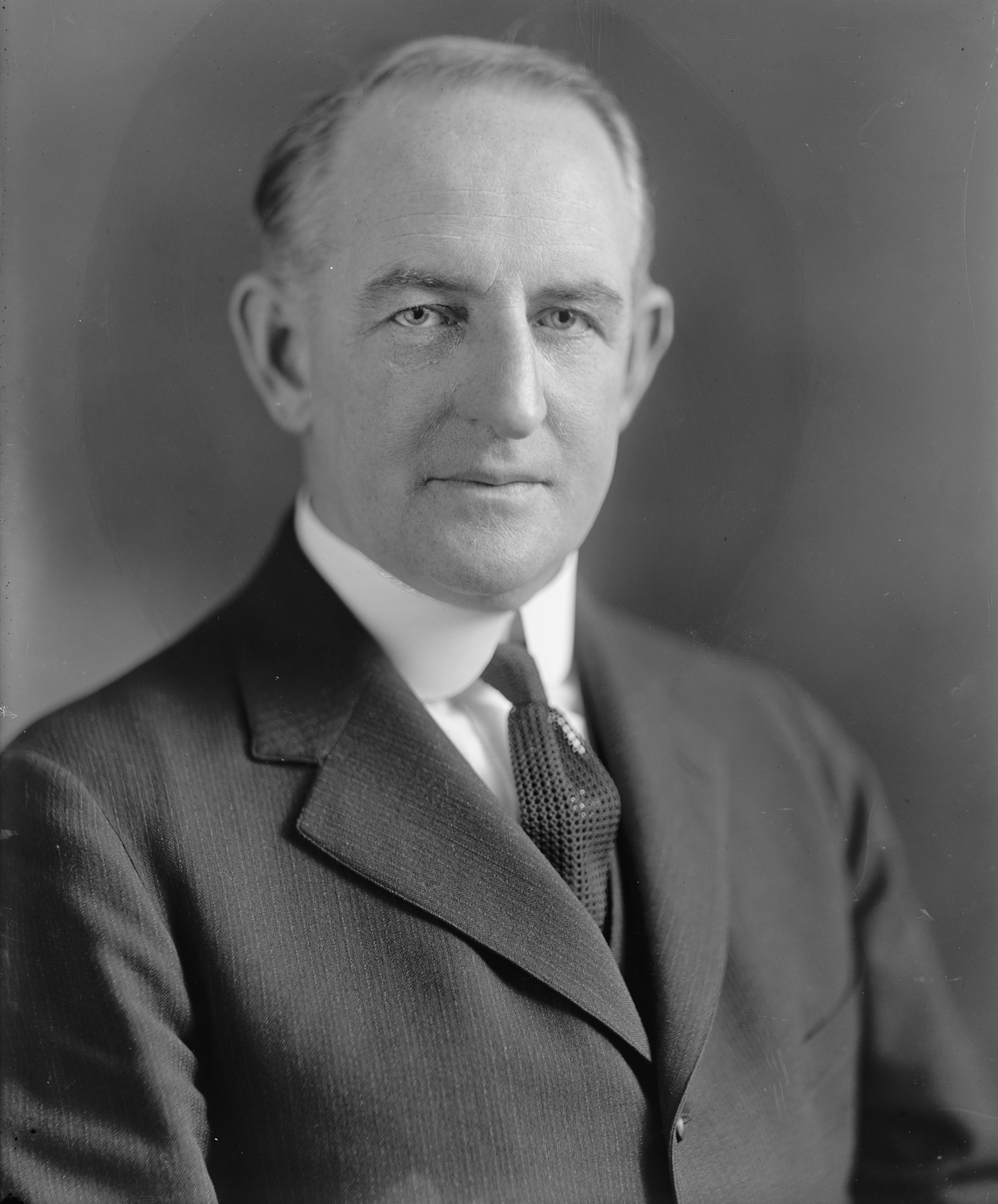
Thomas E Campbell

Thomas Edward Campbell, född 18 januari 1878 i Prescott, Arizonaterritoriet, död 1 mars 1944 i Phoenix, Arizona, var en amerikansk politiker (republikan). Han var den andra guvernören i delstaten Arizona.
Efter ett omtvistat guvernörsval tillträdde Cambpell som delstatens guvernör 1 januari 1917. Arizonas högsta domstol ogiltigförklarade senare samma år valresultatet och Campbell fick lämna guvernörsämbetet 25 december 1917. Han efterträddes av företrädaren George W.P. Hunt.
Campbell vann följande guvernörsval och tillträdde på nytt 6 januari 1919. Den här gången innehade han ämbetet i två tvååriga mandatperioder. Han efterträddes åter av Hunt 29 januari 1923.
Campbell avled i en hjärnblödning 66 år gammal i Phoenix.